# Cova Eirós
La cova Eirós (també en gallec) és una cova prehistòrica situada a Cancelo, pertanyent a l'ajuntament de Triacastela (Lugo, Galícia). Conté un important jaciment arqueològic del Paleolític mitjà amb més de 35.000 anys d'antiguitat.

## Descripció
A l'interior se'n trobaren restes d'ocupació d'Homo neanderthalensis i Homo sapiens. La cova Eirós conserva l'única seqüència del nord-oest de la península Ibèrica on es pot estudiar la transició entre els últims neandertals i els primers humans moderns.
L'interés del jaciment, però, no es limita a aquest aspecte. S'hi han trobat manifestacions d'art rupestre, la qual cosa converteix l'estatge a la cova amb art rupestre més occidental de la zona cantàbrica i l'única, fins hui, a Galícia. Aquest patrimoni de gran valor està en perill de destrucció a causa d'una explotació minera.
Al juliol de 2012, la Diputació de Lugo sol·licità a la Xunta de Galícia que declari Bé d'interès cultural la cova, fet que es consumaria el 20 d'agost d'aquest any.